# Kvavisträsket, Västerbotten
Kvavisträsket är en sjö i Norsjö kommun i Västerbotten och ingår i Skellefteälvens huvudavrinningsområde. Sjön har en area på 0,272 kvadratkilometer och ligger 267,1 meter över havet. Vid sjön ligger byn Kvavisträsk.

## Delavrinningsområde
Kvavisträsket ingår i det delavrinningsområde (720837-168313) som SMHI kallar för Mynnar i Sillarbäcken. Medelhöjden är 292 meter över havet och ytan är 3,43 kvadratkilometer. Det finns inga avrinningsområden uppströms utan avrinningsområdet är högsta punkten. Vattendraget som avvattnar avrinningsområdet har biflödesordning 4, vilket innebär att vattnet flödar genom totalt 4 vattendrag innan det når havet efter 93 kilometer. Avrinningsområdet består mestadels av skog (59 procent) och sankmarker (17 procent). Avrinningsområdet har 0,27 kvadratkilometer vattenytor vilket ger det en sjöprocent på 7,9 procent.